# 高カリウム血症
高カリウム血症（こうカリウムけっしょう）は何らかの原因により血中のカリウムの濃度があがってしまう電解質代謝異常症のひとつである。災害時、挫滅症候群（クラッシュシンドローム）として発症する場合もある。カリウムの血中濃度が関係している症状にはほかに低カリウム血症がある。

## 症状
カリウムは本来は体内に必要不可欠なミネラルのひとつである。しかし、血中濃度が異常にあがりすぎた場合、人体に重篤な悪影響を及ぼす。主な症状は
- 四肢の痺れ
- 不整脈、頻脈
- 筋力低下
- 吐き気

などがあげられる。そのまま放置しておくと致死性不整脈から心停止に至る可能性がある。ECF（細胞外液）のK濃度が5.0 - 6.0mEq/lになると心電図異常（テント状T波、P波の消失、QRS幅延長）が見られ、7mEq/l以上になると致死的不整脈を起こす可能性が非常に高くなる。高カリウム血症は死に至る病態である。その死因は不整脈であるので、予防措置として心電図検査を行うことが一般的である。

## 原因
- 肝機能、腎機能等が何らかの原因で本来の機能を果たせていない場合、尿によるカリウムの体外排泄が正常に行われていない。
- カリウムを多く含む食品（物質）の過剰摂取。
- 細胞内に存在するカリウムが何らかの原因で細胞外への流出。細胞内からカリウムが流出する原因は以下のものが挙げられる。
  - 代謝性アシドーシス（重篤な感染症、腎不全、多発外傷、循環不全、等により起こる）
  - 消化管出血。
  - 細胞崩壊（挫滅症候群や化学療法による腫瘍崩壊）
  - 消火器に含まれる液体消火薬剤の摂取[1]。
- 薬剤の副作用
  - 利尿作用を有する薬剤、マンニトール[2]
  - メシル酸ナファモスタットを使用した持続血液濾過透析（24時間以上持続的に血液濾過透析をおこなう血液浄化法）の実施中[3][4]

## 細胞生理学機序
細胞外の高カリウムイオン濃度によって心筋細胞のナトリウムチャンネルが不活性化するため膜電位-活動電位が阻害され不整脈-心不全となる。

## 偽性高カリウム血症
実際に血液検査を行うとかなりの頻度で高カリウム血症はみられる。しかし、心電図を行っても異常所見がみられないことがある、これらは偽性高カリウム血症と考えられている。原因としては採血した血液サンプルに溶血が見られる場合（細胞内のカリウムが放出される）と白血球や血小板が多い時に見られる。後者の場合は溶血所見が見られないため判断が難しい。メカニズムとして一般に行われる血液検査は血清採血であり血球成分の凝固がおこり、このため細胞内のカリウムが放出されると考えられている。血漿採血、即ちヘパリン採血を行えばこの問題を回避することができるため、疑わしい時はヘパリン採血で再検を行うことが望ましい。また、ジギタリス治療の副作用による発症が報告されている

## 治療法
短時間で重篤な症状に陥りやすいが、迅速に血中のカリウム濃度を下げる事は困難である。高カリウム血症で致命的なのは致死性不整脈の発生である。大抵の場合は一般の生化学的検査では時間がかかりすぎてしまうので、アシドーシスの評価を含めて血液ガス分析(血清カリウム値が測れる機種が多い)で代用する。心電図による不整脈の監視は常に必要である。
不整脈の予防
高カリウム血症で致死的なのは不整脈なので、それさえ防げれば、しばらくは時間を稼ぐことができる。そのための治療としてカルシウム製剤の投与を行う。血中カルシウム濃度を上昇させることで心筋の活動性を抑制し、不整脈を抑制する。処方としてはポリスチレンスルホン酸ナトリウムを経口投与、或いはグルコン酸カルシウムを 10ml（850mgを溶解した液）を3 - 4分かけて静注する。
高カリウム血症の改善
高カリウム血症では細胞内の水素イオンと血清カリウムイオンが交換されて、代謝性アシドーシスとなっていることが多い。血液ガス分析で強度のアシドーシスが認められる場合は、炭酸水素ナトリウム製剤を投与してアシドーシスを改善させる事で、一時的に血清カリウム値を改善させることができる。これは5分以上かけて緩徐に静注する。ちなみに、代謝性アシドーシスに対する炭酸水素ナトリウム投与は、見かけ上は代謝性アシドーシスを改善するものの、最終的に細胞内水素イオン濃度の上昇を招き、細胞内アシドーシスを助長するため結果的に有害である、との見方がある。
G-I(グルコース・インスリン)療法は、ブドウ糖25gの水溶液（50%液50cc、10%液250cc、5%液500ccのいずれか）に速効性インスリン5-10単位を加えて持続投与するものである。インスリンがブドウ糖を細胞内に取り込ませる際にカリウムを一緒に細胞内へ移動させる作用を利用している。
陽イオン交換樹脂を経直腸的に投与することで腸液中カリウムを除去する方法もある。一般的にはケイキサレート、カリメートといったイオン交換樹脂を経口投与することが多い。
上記のいずれも、一時的に血清カリウム値を低下させる作用しかないため、根本的に高カリウム血症を改善させるためには血液透析が必要である。
原疾患の治療
緊急的な状況を上記の方法で防げたら、原因を調べてそれぞれの原因（肝不全、腎不全、カリウム過剰摂取等）に見合った処置を行う。

## カリウムの人体内のふるまい
維持輸液で必要なカリウムは一日あたり20 - 40mEqであるが、経口摂取では一日50 - 100mEq必要であるといわれている。正常人ではカリウムは摂取量と同じだけ尿中に排出されることが知られている。即ち、腎障害がなければ尿中カリウム量からカリウム摂取量を予測することができる。尿中のカリウム排出の調節はCCT（皮質部集合管）で行われる。ここはカリウムの尿中への分泌を行う器官であり、体内のカリウムが過剰なときはカリウム分泌を促進させホメオスタシスの維持を行う。CCTでのカリウム分泌量調節因子としては以下のものが知られている。
CCTへ到達する尿量
CCTへ到達するナトリウム量
アルドステロン
pH
カリウム摂取量
高カリウム血症の場合はそれが腎障害による排泄低下によるものか、過剰摂取によるものかを区別する必要がある。これは部分排泄率を用いることで簡単に区別することができる。カリウム部分排泄率 (FEK) は通常12.5 - 25%である。血清カリウムが上昇しており部分排泄率が増加していれば摂取過剰であり、低下していれば腎からの排出の低下である。これは摂取量が多ければ本来尿中排出量は増加し、少なければ低下するというホメオスタシスの直感に矛盾しない。